# Обыкновенный щур

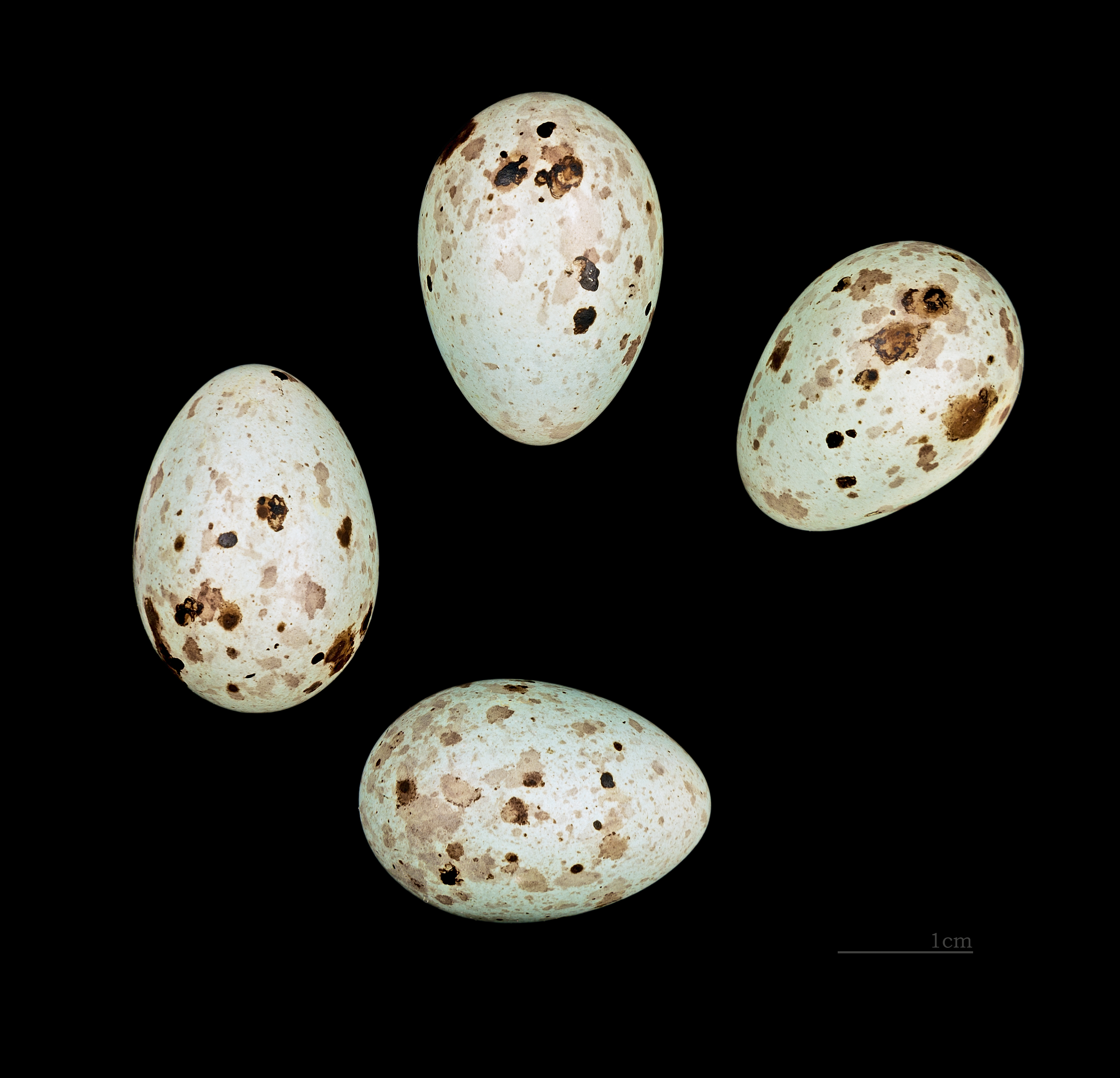
Pinicola enucleator

Обыкновенный щур, или щур (лат. Pinicola enucleator), — вид птиц семейства вьюрковых. Единственный представитель рода Pinicola. Выделяют 8 подвидов. Обитает в хвойных лесах таёжной зоны. Питается семенами хвойных деревьев и ягодами.

## Внешний вид
Птица размером со скворца, плотного сложения, с толстым, коротким, чуть крючковатым клювом и сравнительно длинным вырезанным хвостом. У самцов голова, спина и грудь малиновые, брюшко серое, крылья и хвост тёмно-бурые, на плече узкие белые полоски. У самок и молодых птиц малиновый цвет заменён грязно-жёлтым. Кормится обычно на деревьях.
Народные названия щура — «финский петух» или «финский попугай» — связаны с яркой окраской самцов.

## Голос
Песня — красивые звучные трельки, крик — звонкое «пьюю-лии».
Прилетает щур в конце марта, а с апреля слышатся выкрики подравшихся птиц («рэ-рэ-рэ»). 
Со всех сторон слышится тихая перекличка: «ки-ки-ки», несколько похожая на снегириную. Лишь встревожившись или собираясь взлететь, щуры издают свой дрожащий свист: «фью-вью», так привлекающий внимание к летящей стае.

## Гнездование
Гнездование у щуров начинается лишь в июне. В это время самцы громко высвистывают свою флейтовую переливчатую песню, похожую на часто повторяемые позывы. Гнездо устраивается довольно грубо из различных стебельков и хвойных веток, с более мягкой внутренней выстилкой. Яйца крупные (длина 24—26 миллиметров), голубоватые, с тёмно-бурыми пятнышками. В кладке их обычно бывает не более 3—4 штук.

## Подвиды
Выделяют следующие подвиды обыкновенного щура:
- Pinicola enucleator californica Price, 1897
- Pinicola enucleator carlottae Brooks, 1922
- Pinicola enucleator enucleator (Linnaeus, 1758)
- Pinicola enucleator flammula Homeyer, 1880
- Pinicola enucleator kamtschatkensis (Dybowski, 1883)
- Pinicola enucleator leucura (Müller, 1776)
- Pinicola enucleator montana Ridgway, 1898
- Pinicola enucleator sakhalinensis Buturlin, 1915